# Santos Reyes Nopala
Santos Reyes Nopala là một đô thị thuộc bang Oaxaca, México. Năm 2005, dân số của đô thị này là 14504 người.